# 比尤拉 (科羅拉多州)
比尤拉（英語：Beulah）是位於美國科羅拉多州普韋布洛縣的一個人口普查指定地區。

## 地理
比尤拉的座標為38°04′33″N 104°59′10″W / 38.07583°N 104.98611°W，而該地最高點為海拔高度1945米（即6381英尺）。

## 人口
根據2010年美國人口普查的數據，比尤拉的面積為5.00平方千米，當中陸地面積為5.00平方千米，而水域面積為5.00平方千米。當地共有人口500人，而人口密度為每平方千米100人。